# Alati za mjerenje
Alati (pribor) za merenje su uređaji za merenje dužina, površina, zapremine, uglova, težine, tvrdoće, čvrstoće, električnog otpora, električnog napona, struje, temperature, koraka (pedometar) ili neke druge osobine predmeta (materijala). Sam proces merenja je zapravo poređenje sa utvrđenom i konvencijom priznatom merom za određenu osobinu. Pri tome se konvencije grupišu u sisteme, te postoje sistemi mera „C.G.S.”, „M.K.S.” (SI sistem) itd. pri čemu ove skraćenice označavaju osnovne mere „centimetar”, „gram”, „sekunda” i „metar”, „kilogram” „sekunda”, iz kojih se izvode sve ostale mere.
Osnovna mera za merenje dužine je metar. Pribori za merenje dužine, zavisno od potrebe su:
- Merne trake, platnene, čelične itd. Ovi pribori se koriste za grublja merenja i imaju stepen tačnosti do 1
- Pomično merilo (šubler); koristi se tamo gde se zahteva stepen tačnosti merenja do 0,1
- Mikrometar; stepen tačnosti do 0,01
- Komparater (merni sat). Stepen tačnosti do 0,01
- Laserski uređaji za merenje razdaljina veće tačnosti

Specijalni alati za merenje, napravljeni za jednu meru, su razne merne račve, merni trnovi, merni listovi („špijuni“), etaloni, češalj za navoj itd. Odlikuje ih visoka preciznost i brza primena.
Nekad se, u skladu sa starom Protagorinom izrekom da je čovek mera svih stvari, bukvalno merilo delovima tela, pa tako postoje još ponegde zaostale mere za dužinu: stopa, palac, korak, dan hoda itd.

## Vreme, energija, rad i snaga

### Vreme
Vreme je fizička veličina kojom se meri trajanje nekog događaja, a samim tim i trajanje nekog kretanja. Nakon Ajnštajnovih radova, vreme postaje dimenzija prostora, koja se dodaje na prethodne tri dimenzije, čime prostor postaje četvorodimenzionalan. Samim tim dolazi do njihovog sjedinjavanja u termin prostorno-vremenski kontinuitet (prostor-vreme). Nakon toga sledi ideja koja postaje zastupljena, a to je da je kretanje u vremenu jednako moguće kao i kretanje u prve tri dimenzije.

### Merni instrumenti za merenje vremena
- Atomski sat ima u sebi cezijumov izotop 133 koji se pobuđuje na preskakanje s jednog na drugu energetsku razinu. Frekvencija zračenja koja pobudi najveći broj atoma na „preskakanje”, referentna je frekvencija iz koje se potom određuje period talasa zračenja odnosno „vreme” između dve iste faze talasa. Sekunda se tako definira kao 9 192 631 770 perioda zračenja potrebnog da se pobudi cezijumov izotop 133. Najprecizniji cezijumov sat ima pogrešku od 1 sekunde u milion godina.
- Datiranje ugljenikom-14
- Kalendar
- Hronometar i hronograf; pouzdano i praktično utvrđivanje vremenskih razlika među pojedinim tačkama na Zemlji omogućio je tek izum i upotreba hronometra (od grč. kronos = vreme i metron = mera). Presudan događaj, koji je najverojatnije znatno ubrzao pronalazak metode određivanja zemljopisne dužine bila je katastrofa britanske ratne flote, koja je stradala 22. oktobra 1707, zbog pogrešnog određivanja geografske dužine. Kod ostrva Sili, uz jugozapadnu obalu Engleske, poginulo je više od 2 000 mornara i vojnika, uključujući i zapovednika admirala K. Šovela, koji je nešto pre oluje naložio da se obesi mornara koji se usudio da prigovori nadređenom oficiru kako računaju s pogrešnim geografskim položajem flote. Hronometar stalno pokazuje srednje Sunčano vreme početnog meridijana (danas je to grinvičko srednje vreme, odnosno univerzalno vreme).
- Meridijanski krug je osnovni merni instrument koji se postavlja u meridijan i pomoću njega se indirektno određuju nebeske ekvatorske koordinate nekoliko stotina zvezda (apsolutna određivanja). Služi za određivanje tačnog vremena zbog neravnomernosti Zemljine rotacije.
- Merač vremena ili tajmer
- Peščani sat
- Sat
- Mehanički sat
- Sunčani sat
- Zaporni sat ili štoperica
- Vodeni sat

### Energija
Energija je sposobnost nekog tela ili mase materije da obavi neki rad, a isto se tako može reći da su rad i energija ekvivalentni pojmovi, iako opseg i sadržaj te dve reči nije posve identičan. U biti, promena energije jednaka je izvršenom radu, te se stoga i izražavaju istom mernom jedinicom - džul (J) u čast engleskog fizičara Džejmsa Preskota Džula. Vršenje rada se može manifestirati na mnogo načina: kao promena položaja, brzine, temperature itd.
Postoje mnogi oblici energije koji opet imaju svoje podskupove koji dolaze do izražaja kod proučavanja različitih naučnih problema:
- Kinetička energija
- Potencijalna energija
- Toplotna energija (toplota)
- Unutrašnja energija
- Električna energija
- Hemijska energija itd.

Izračunavanje energije je jedan od bitnijih zadataka u tehnici, s obzirom da nam to daje informaciju o mogućem radu koji se može dobiti, a znanja o procesima i načinima pretvaranja raznih oblika energije u mehanički rad su kamen temeljac tehnološkog napretka i ljudske civilizacije.

### Rad
Rad je skalarna fizička veličina koja je blisko povezana s energijom, te bi se mogao definirati kao prenošenje energije s jednog tela na drugo ili iz jednog sistema u drugi. U klasičnoj mehanici najjednostavnije je definirati energiju tela upravo kao sposobnost tela da izvrši rad. Umesto toga, moguće je (a često prikladnije i iz drugih praktičnih razloga) definisati rad kao rad sile, jer se i prenošenje energije može opisivati kao proces koji posreduju sile kojima tela deluju jedno na drugo. Rad sile je integral tangencijalne skalarne komponente sile duž putanje njezinog hvatišta.

### Snaga
Snaga je po definiciji izvršeni rad u jedinici vremena ili promena energije u jedinici vremena. SI merna jedinica za snagu je vat [].

## Mehanika
Mehanika proučava pojave kretanja i ravnoteže materija pod delovanjem fizičkih sila i nauka o spravama, mašinama i mašinske tehnike.

### Merni instrumenti za merenje dužine
Dužina je osnovna fizička veličina kojom se određuje udaljenost između dve tačke u prostoru, ili put koji između njih treba preći pri pravolinijskom kretanju. Uobičajeni znak za dužinu je l, a merna jedinica je metar.
Za merenje dužine koriste se sledeći merni instrumenti:
- Globalni pozicioni sistem (GPS)
- Femtosekundni laser ili frekventni češalj
- Interferometar
- Kurvimetar je naprava za merenje zakrivljenih linija na topografskim kartama
- Laserski daljinomer
- Metar (alat)
- Mikrometarski vijak
- Merne pločice ili etaloni služe za precizno merenje i kontrolu mernih instrumenata. Isporučuju se kao garniture, npr. 50 komada za područje merenja od 1 do 15 mm
- Merni točak je za merenje udaljenosti na cestama i terenima. Točkovi su precizni modeli sa mehaničkim brojačem koji se vrti i unazad. Obim točkova je brušenjem podešen na tačnu meru, pa je time je osigurana visoka tačnost.
- Merni listići su obično snop mernih listića s označenim debljinama za proveru zazora, te odstupanja od ravnoće obrađenih površina
- Merni mikroskop
- Odometar je merni instrument koji u motornom vozilu meri dužinu pređenog puta. Uređaj može da bude električni, mehanički, ili njihova kombinacija.
- Pomično merilo
- Radar
- Lenjir
- Sonar ili podvodni električni lokator
- Tahometar je merač broja okretaja. Digitalni tahometri pogodni su za uporabu u preventivnim pregledima i održavanju mašina i postrojenja. Uređaji omogućavaju kontaktno i/ili beskontaktno merenje brzine i okretaja. Neki tahometri imaju laserski zrak za tačno viziranje merne tačke.
- Trobridno merilo
- Visinomer

### Merni instrumenti za merenje površine
- Planimetar

### Merni instrumenti za merenje količine
- Merna posuda za merenje količine tečnosti
- Protomeri ili merač protoka fluida
- Klipna merila količine tečnosti
- Pipete ili kapaljke za merenje količine tečnosti
- Piknometar za merenje relativne gustine
- Protočna merila količine plina
- Vodomer za merenje protoka tečnosti

### Merni instrumenti za merenje brzine
- Anemometar služi za merenje brzine vetra;
- Brzinomer za motorna vozila;
- Brzinomer vazduhoplova;
- Doplerov radar koji koristi Doplerov efekt;
- Tahometar je merač broja okretaja;
- Totalna stanica;
- Variometar.

### Merni instrumenti za merenje ubrzanja
- Merač ubrzanja

### Merni instrumenti za merenje mase
- Analitička vaga,
- Balansna vaga,
- Katarometar ili termokonduktometrijski detektor radi na principu električnog zagrejavanja žice oko koje struji noseći gas i služi za merenje mase plina,
- Maseni spektrometar analizira molekule na temelju njihove mase (i naboja),
- Dinamometar ili vaga s oprugom meri težinu prema dužini savijenosti opruge pod teretom,
- Kantar ili rimska vaga.

### Merni instrumenti za merenje impulsa sile i količine kretanja
- Balističko njihalo je merni instrument koji se koristi za određivanje brzine veoma brzih projektila, poput metka. Metak se ispucava u komad drva koji visi, pričvršćen na dve žice. Drvo zaustavlja metak i celi sistem se diže na visinu h. Poznajući dve mase i visinu h, moguće je odrediti brzinu metka.

### Merni instrumenti za merenje sile
- Davač sile je poseban oblik tenzometrijskih mernih traka, kojima se može direktno očitati vrednost sile
- Dinamometar je merni instrument za merenje jačine sile. Zasniva se na promeni dužine elastične opruge pri delovanju sile.
- Tribometar obično služi za merenje sile trenja
- Piezoelektrična senzori sile
- Torzina vaga meri moment uvijanja (torzija)

### Merni instrumenti za merenje pritiska
- Barometar za merenje atmosferskog pritiska
- Manometar je merni instrument koji prikazuje razliku pritiska nekog medijuma (gasa ili tečnosti) i referentnog pritiska (obično atmosferskog).
- Manometar za gume motornih vozila
- Pitot cev je posebno konstruisana kratka i šuplja cev koja se postavlja s vanjske strane vazduhoplova u smeru relativne struje vazduha.

### Merni instrumenti za merenje uglova
- Kružna palica je jednostavan astronomski instrument koji se sastoji od palice s ručkom dužine 110  i dve poprečne letvice, jedna duljine 7 cm, a druga duljine 15 cm. Sa svake strane palice ucrtana je skala za uglove, s leve strane za kraću i s desne strane za dužu poprečnu letvicu.
- Goniometar je merni instrument kojim se meri granični ugao. U najjednostavnijoj izvedbi sastoji se od vizira i polukružne skale. Vizir je lenjir koje se rotira oko ose zakrivljenosti staklene polukružne ploče, a na sebi ima dva vertikalna zaslona sa žicom u sredini njihovih kružnih otvora.
- Grafometar je obično deo kompasa za merenje azimuta
- Ugaomer
- Kvadrant je merni instrument za merenje visine zvezda i ostalih objekata na noćnom nebu.
- Oktant je zastareli merni instrument kojim se merila visina Sunca i drugih jarkih nebeskih tela nad obzorom.
- Sekstant je merni instrument za merenje kuta između Sunca ili neke zvezde i tačke na obzoru. Prvenstveno se koristi u navigaciji za određivanje pozicije, ali može služiti i za merenje uglova između bilo koja dva objekta.
- Teodolit

### Merni instrumenti za merenje ugaone brzine
- Tahometar je merač broja okretaja.
- Stroboskop se koristi za merenje broja okretaja, brzine i frekvencije

### Merni instrumenti za merenje momenta sile
- Dinamometar je merni instrument za merenje jačine ili momenta sile. Zasniva se na promeni duljine elastične opruge pri delovanju sile.
- Moment ključ služi za zatezanje visokoopteretivih vijaka (8,8 ili 10,9) na tčno određenu vrednost momenta sile, a time i sile na vijku.
- Motorna kočnica ili Pronijeva kočnica služi za ispitivanje snage motora i upotrebljava se u razvojnim institutima, fabrikama motora i remontnim radionicama.

### Merni instrumenti za merenje visinske razlike
- Nivelir je osnovni merni instrument za merenje visinskih razlika kod geodetskih merenja.
- Rotacijski laserski nivelir je posebna konstrukcija nivelira s rotirajućom laserskom zrakom.
- Libela je geodetski instrument koji služi za postavljanje ose u vertikalan ili horizontalan položaj, a takođe se koristi kao geodetski pribor
- Totalna stanica, merna stanica ili tahimetar je kompjuterizovana verzija elektroničkog teodolita. Totalne stanice imaju u sebi računar, memoriju i elektronski daljinomer.

### Merni instrumenti za merenje smera
- Žiroskop je rotirajući predmet, najčešće disk, obešen u jednom ili dva okvira koji se nalaze u posebnom nosaču (kućištu žiroskopa). Rotacija diska proizvodi inerciju koja os rotacije diska u nedostatku nekih vanjskih smetnji zadržava usmerenu u fiksnom pravcu u prostoru.

## Spoljašnje veze
- Measurement Instrument